# Jonathan Biabiany
Jonathan Ludovic Biabiany (ur. 28 kwietnia 1988 w Paryżu) – francuski piłkarz, występujący na pozycji skrzydłowego lub napastnika w Trapani Calcio.

## Kariera klubowa
Karierę zaczynał we francuskim klubie Le Blanc-Mesnil SF. W październiku 2004 trafił do młodzieżowej drużyny Interu Mediolan.
17 stycznia 2007 zadebiutował w pierwszym zespole Interu. W spotkaniu o Puchar Włoch przeciwko Empoli FC zastąpił w 76. minucie Luísa Figo.
3 sierpnia 2007 został wypożyczony do drużyny Chievo Werona. Występował tam do końca stycznia.
31 stycznia 2008 znów został wypożyczony. Tym razem trafił do innej włoskiej drużyny – Modeny, gdzie zdobył 9 goli w 55 meczach.
25 czerwca 2009 Biabiany został wypożyczony do powracającej do Serie A Parmy
W zespole zadebiutował 14 sierpnia, w spotkaniu o Puchar Włoch. Jego drużyna przegrała 1:2 z Novarą. Biabiany wszedł w 72. minucie, zmieniając Alessandro Lucarelliego. 6 grudnia Francuz strzelił oba gole dla Parmy w zremisowanym 2:2 meczu ligowym z Genoą.
1 lutego 2010 w ramach rozliczenia transferu McDonalda Marigi do Interu Parma otrzymała połowę praw do karty Biabiany’ego. Po zakończeniu sezonu Francuz powrócił jednak do Mediolanu stając się pełnoprawnym graczem Interu.
27 stycznia 2011 roku Jonathan Biabiany w ramach rozliczenia transferu Giampaolo Pazziniego przeszedł do Sampdorii Genui.
24 czerwca 2011 roku Parma porozumiała się ze spadkowiczem Serie A, UC Sampdoria, w sprawie transferu Jonathana Biabany’ego. Na mocy postanowienia zawartego przez oba kluby Biabany od sezonu 2011/12 będzie występował w Parmie, za to Gialloblu oddali Sampdorii Paolo Castelliniego. Oba transfery zrealizowano na zasadzie wypożyczenia z opcją pierwokupu.
11 kwietnia 2015 roku z powodu głębokiego kryzysu finansowego Parmy Biabiany rozwiązał swój kontrakt za porozumieniem stron. Powodem rozwiązania kontraktu było nieotrzymywanie pensji od kilku miesięcy. Francuz jednak nie domagał się wypłaty należnych mu pieniędzy. Po tym wrócił do zespołu Interu. Grał tam przez cały sezon 2015/2016. W sezonie 2016/2017 zdążył zaliczyć w barwach Nerazzurich jeden występ, po czym został wypożyczony do czeskiej Sparty Pragi.
7 sierpnia 2018 roku powrócił do Parmy.
W 2019 został piłkarzem Trapani Calcio.

## Kariera reprezentacyjna
W młodzieżowej reprezentacji Francji do lat 21 Biabiany zadebiutował 9 października 2009 w zwycięskim 2:0 meczu z Maltą.